# Petroşani
Petroșani (rumænsk udtale [petroˈʃanʲ]; ungarsk: Petrozsény; tysk: Petroschen) er en by i distriktet Hunedoara, Transsylvanien, Rumænien, med et indbyggertal på 31.044 (2021). Byen har været forbundet med minedrift siden det 19. århundrede.

## Geografi
Petroșani ligger i Jui-dalen, som er indgangen til Retezat Nationalpark og giver adgang til Vâlcan-, Parâng- og Retezat-bjergene. Byen administrerer fire landsbyer: Dâlja Mare (Nagydilzsa), Dâlja Mică (Kisdilzsa), Peștera (Zsupinyászuvölgy) og Slătinioara (Szlatinova községrész).

## Historie
"Pietros" betyder "stenet, klippeagtig" på rumænsk. Byen Petroșani blev grundlagt i det 17. århundrede (omkring 1640) med navnet Petrozsény. I 1720 nævner en østrigsk kartograf, at hele Jui-dalen var intensivt befolket, og at man kunne se bebyggelser fra den ene ende til den anden.
Ved folketællingen i 1818 havde Petrozsény 233 indbyggere, mens hele dalen talte 2.550 indbyggere. På dette tidspunkt var befolkningens beskæftigelse hovedsageligt som hyrder, og der var endnu ikke opstået nogen bymæssig bebyggelse.
Omkring 1840 begyndte kulminedriften i Petrozsény, Vulkán og Petrilla.
Rumænske tropper angreb byen under Slaget om Transsylvanien (en) i 1916. En bataljon af minearbejdere forsvarede Petrozsény i en sidste kamp og nægtede at opgive byen. Den rumænske besættelse varede dog ikke længe: de forenede østrig-ungarske og tyske tropper befriede byen kort efter, hvor guerillakrigen, ledet af den lokale Viktor Maderspach, spillede en vigtig rolle.
Byen blev en del af Rumænien i 1920 som følge af Trianon-traktaten.
Befolkningen oplevede først en massiv vækst i det 20. århundrede under det kommunistiske regime, da mange arbejdere blev hentet ind fra andre dele af landet.
Som andre byer fra Jiu-dalen drejede de fleste aktiviteter i byen sig i anden halvdel af det 19. århundrede og det meste af det 20. århundrede om minerne. Men efter det kommunistiske regimes fald blev mange miner lukket, og byen blev ligesom hele dalen tvunget til at diversificere økonomien. Dette har også ført til en betydelig befolkningsnedgang: Petroșani er en af de rumænske byer, der har oplevet det hurtigste befolkningstab fra 1990'erne og frem.